# Pierre Watkin
Pierre Watkin, född 29 december 1889 i Sioux City, Iowa, död 3 februari 1960 i Hollywood, Kalifornien, var en amerikansk skådespelare. Watkin medverkade i flera hundra Hollywoodfilmer och TV-produktioner. Många gånger var hans roller så små att de inte stod med i rollistorna, men han gjorde ibland större biroller. Vanligen spelade han politiker, chefer, läkare eller högre tjänstemän.

## Filmografi, urval
- 1935 – Tillbaka till livet
- 1937 – En läkares ansvar
- 1937 – Förbjuden ingång
- 1939 – Mr. Smith i Washington
- 1940 – Bankdeckaren
- 1940 – Jag älskar dig åter
- 1941 – Farväl miss Bishop
- 1941 – Vi behöver varann
- 1942 – Snabb karriär garanteras
- 1942 – Bragdernas man
- 1948 – I valet och kvalet